# Duc à aigrettes
Lophostrix cristata
Genre
Espèce
Statut de conservation UICN

 LC  : Préoccupation mineure
Statut CITES
Le Duc à aigrettes (Lophostrix cristata) est une espèce de rapaces nocturnes appartenant à la famille des Strigidae. C'est la seule espèce du genre Lophostrix.

## Description
Cet oiseau mesure environ 40 cm de longueur. Il arbore deux grandes aigrettes blanches disposées en V et des ailes tachetées de blanc. Il émet des appels sous forme de grognements bourrus. 

## Répartition
Son aire s'étend du sud-est du Mexique au nord de la Bolivie.

## Habitat
Ses habitats sont les forêts primaires ou vieilles secondaires tropicales et subtropicales humides.

## Sous-espèces
Selon la classification de référence du Congrès ornithologique international (v. 14.1) il se répartit en 3 sous-espèces (ordre phylogénique) :
- Lophostrix cristata stricklandi Sclater & Salvin, 1859 — du sud du Mexique à l'ouest de la Colombie ;
- Lophostrix cristata wedeli Griscom, 1932 — nord de la Colombie ;
- Lophostrix cristata cristata (Daudin, 1800) — Amazonie et plateau des Guyanes.

## Cri
Un grondement court, guttural d'intensité croissante, généralement répété toutes les cinq à dix secondes.